# Judô nos Jogos Olímpicos de Verão de 2004
O judô nos Jogos Olímpicos de Verão de 2004 foi disputado no Pavilhão de Ano Liossia, em Atenas. 368 judocas competiram em 14 eventos masculinos e femininos.
As medalhas de ouro e prata em cada categoria definiram-se por lutas eliminatórias. Os perdedores por um judoca semifinalista disputam uma repescagem, o que significa que quatro perdedores da primeira fase enfretam quatro perdedores das oitavas de final. Os ganhadores dessa repescagem enfrentam os perdedores das quartas de final. Os vencedores dessa última fase da repescagem recebem a medalha de bronze.
Houve uma certa confusão na competição masculina, quando o judoca iraniano, duas vezes campeão mundial Arash Miresmaeili foi desqualificado. Ele comentou que sua desqualificação foi intencional já que não lutaria contra um israelense, no caso Ehud Vaks.

## Eventos
Masculino
- Até 60 kg
- Até 66 kg
- Até 73 kg
- Até 81 kg
- Até 90 kg
- Até 100 kg
- Acima de 100 kg

Feminino
- Até 48 kg
- Até 52 kg
- Até 57 kg
- Até 63 kg
- Até 70 kg
- Até 78 kg
- Acima de 78 kg

## Medalhistas
Masculino
| Evento                  | Ouro                          | Prata                          | Bronze                                                                 |
| ----------------------- | ----------------------------- | ------------------------------ | ---------------------------------------------------------------------- |
| Até 60 kg detalhes      | Tadahiro Nomura JPN Japão     | Nestor Khergiani GEO Geórgia   | Khashbaataryn Tsagaanbaatar MGL Mongólia Choi Min-ho KOR Coreia do Sul |
| Até 66 kg detalhes      | Masato Uchishiba JPN Japão    | Jozef Krnáč SVK Eslováquia     | Georgi Georgiev BUL Bulgária Yordanis Arencibia CUB Cuba               |
| Até 73 kg detalhes      | Lee Won-hee KOR Coreia do Sul | Vitaliy Makarov RUS Rússia     | Leandro Guilheiro BRA Brasil Jimmy Pedro USA Estados Unidos            |
| Até 81 kg detalhes      | Ilias Iliadis GRE Grécia      | Roman Gontiuk UKR Ucrânia      | Dmitri Nossov RUS Rússia Flávio Canto BRA Brasil                       |
| Até 90 kg detalhes      | Zurab Zviadauri GEO Geórgia   | Hiroshi Izumi JPN Japão        | Mark Huizinga NED Países Baixos Khasanbi Taov RUS Rússia               |
| Até 100 kg detalhes     | Ihar Makarau BLR Bielorrússia | Jang Sung-ho KOR Coreia do Sul | Ariel Zeevi ISR Israel Michael Jurack GER Alemanha                     |
| Mais de 100 kg detalhes | Keiji Suzuki JPN Japão        | Tamerlan Tmenov RUS Rússia     | Indrek Pertelson EST Estônia Dennis van der Geest NED Países Baixos    |

Feminino
| Evento                 | Ouro                        | Prata                           | Bronze                                                            |
| ---------------------- | --------------------------- | ------------------------------- | ----------------------------------------------------------------- |
| Até 48 kg detalhes     | Ryoko Tani JPN Japão        | Frédérique Jossinet FRA França  | Gao Feng CHN China Julia Matijass GER Alemanha                    |
| Até 52 kg detalhes     | Xian Dongmei CHN China      | Yuki Yokosawa JPN Japão         | Ilse Heylen BEL Bélgica Amarilys Savón CUB Cuba                   |
| Até 57 kg detalhes     | Yvonne Bönisch GER Alemanha | Kye Sun-hui PRK Coreia do Norte | Deborah Gravenstijn NED Países Baixos Yurisleidy Lupetey CUB Cuba |
| Até 63 kg detalhes     | Ayumi Tanimoto JPN Japão    | Claudia Heill AUT Áustria       | Driulis González CUB Cuba Urška Žolnir SLO Eslovênia              |
| Até 70 kg detalhes     | Masae Ueno JPN Japão        | Edith Bosch NED Países Baixos   | Qin Dongya CHN China Annett Böhm GER Alemanha                     |
| Até 78 kg detalhes     | Noriko Anno JPN Japão       | Liu Xia CHN China               | Yurisel Laborde CUB Cuba Lucia Morico ITA Itália                  |
| Mais de 78 kg detalhes | Maki Tsukada JPN Japão      | Daima Beltrán CUB Cuba          | Tea Donguzashvili RUS Rússia Sun Fuming CHN China                 |

## Quadro de medalhas
| Ordem | País                | Medalha de ouro | Medalha de prata | Medalha de bronze |    | Ordem por total |
| ----- | ------------------- | --------------- | ---------------- | ----------------- | -- | --------------- |
| 1     | JPN Japão           | 8               | 2                |                   | 10 | 1               |
| 2     | CHN China           | 1               | 1                | 3                 | 5  | 3               |
| 3     | KOR Coreia do Sul   | 1               | 1                | 1                 | 3  | 7               |
| 4     | GEO Geórgia         | 1               | 1                |                   | 2  | 8               |
| 5     | GER Alemanha        | 1               |                  | 3                 | 4  | 5               |
| 6     | BLR Bielorrússia    | 1               |                  |                   | 1  | 10              |
| 6     | GRE Grécia          | 1               |                  |                   | 1  | 10              |
| 8     | RUS Rússia          |                 | 2                | 3                 | 5  | 3               |
| 9     | CUB Cuba            |                 | 1                | 5                 | 6  | 2               |
| 10    | NED Países Baixos   |                 | 1                | 3                 | 4  | 5               |
| 11    | AUT Áustria         |                 | 1                |                   | 1  | 10              |
| 11    | FRA França          |                 | 1                |                   | 1  | 10              |
| 11    | PRK Coreia do Norte |                 | 1                |                   | 1  | 10              |
| 11    | SVK Eslováquia      |                 | 1                |                   | 1  | 10              |
| 11    | UKR Ucrânia         |                 | 1                |                   | 1  | 10              |
| 16    | BRA Brasil          |                 |                  | 2                 | 2  | 8               |
| 17    | BEL Bélgica         |                 |                  | 1                 | 1  | 10              |
| 17    | BUL Bulgária        |                 |                  | 1                 | 1  | 10              |
| 17    | EST Estônia         |                 |                  | 1                 | 1  | 10              |
| 17    | ISR Israel          |                 |                  | 1                 | 1  | 10              |
| 17    | ITA Itália          |                 |                  | 1                 | 1  | 10              |
| 17    | MGL Mongólia        |                 |                  | 1                 | 1  | 10              |
| 17    | SLO Eslovênia       |                 |                  | 1                 | 1  | 10              |
| 17    | USA Estados Unidos  |                 |                  | 1                 | 1  | 10              |
| TOTAL | TOTAL               | 14              | 14               | 28                | 56 | —               |